# Francesco Sanetti
Francesco Sanetti (Roma, 11 gennaio 1979) è un ex calciatore italiano, di ruolo attaccante.

## Carriera
Sanetti inizia con le giovanili del Genoa e successivamente nel gennaio del 1998 firma per lo Sheffield Wednesday, militante nella FA Premier League. Ha debuttato come sostituto allo stadio Hillsborough e segnato un gol di consolazione nel finale del match contro l'Aston Villa in una sconfitta per 3-1, il 2 maggio 1998. Lascia la squadra dopo un anno e mezzo con 5 presenze e una rete all'attivo in campionato.
Successivamente, tornato in Italia, ha giocato dalla Serie C1, tra le file del Livorno, Teramo, Acireale e Cavese.
Successivamente passa in vari club delle leghe inferiori.

## Palmarès

### Giocatore

#### Club

##### Competizioni regionali
- Coppa Italia Regionale Lazio: 1

Colleferro: 2010-2011